# Тылай (приток Косьвы)
Тылай — река в России, протекает в муниципальном округе Карпинск Свердловской области. Устье реки находится в 248 км по правому берегу реки Косьвы. Длина реки Тылай составляет 36 км, площадь водосборного бассейна — 351 км². До впадения Северного Тылая называется также Восточный Тылай.
Исток реки расположен в южной части Северного Урала, к северу от горы Конжаковский Камень. Исток лежит на глобальном водоразделе Волги и Оби, рядом берёт начало река Северный Иов. Тылай течёт преимущественно на юго-запад и юг по ненаселённой местности среди гор и холмов, покрытых таёжным лесом. В верховьях скорость течения быстрая, характер течения — горный, ближе к низовьям река успокаивается, образует многочисленные старицы. Впадает в Косьву у деревни Усть-Тылай.
Название происходит от коми-пермяцкого слова тыла — «подсека», «росчисть» и указывает на то, что местное население, вероятно, занималось подсечно-огневым земледелием.

## Притоки
Основные притоки (расстояние в километрах от устья):
- река Омутошная (пр)
- 7,8 км: река Большая (пр)
- река Большая Сосновка (лв)
- река Логвинка (лв)
- река Гаревая (лв)
- река Токовая (лв)
- 25 км: река Северный Тылай (пр)
- река Трёхвёрстка (лв)
- река Крутобереговая (лв)
- река Пальничная (лв)

## Данные водного реестра
По данным государственного водного реестра России, река Тылай относится к Камскому бассейновому округу. Водохозяйственный участок — Косьва от истока до Широковского гидроузла, речной подбассейн — бассейны притоков Камы до впадения Белой, речной бассейн — Кама.
Код объекта в государственном водном реестре — 10010100312111100008430.